# アメリカインディアン国民会議
アメリカインディアン国民会議（アメリカインディアンこくみんかいぎ、英語: National Congress of American Indians, NCAI）は、アメリカインディアンの権利団体、政治団体。

## 概要
「アメリカインディアン国民会議」（NCAI）は、全米のインディアン部族の部族会議代表たちによって、1944年にワシントンD.C.に設立された。「NCAI」の組織構造は総合会議と執行委員会、7つの委員会で成立していて、役員は「議長」、「副議長」、「秘書」、「会計」に分かれている。彼らの公式サイトはこう説明している。

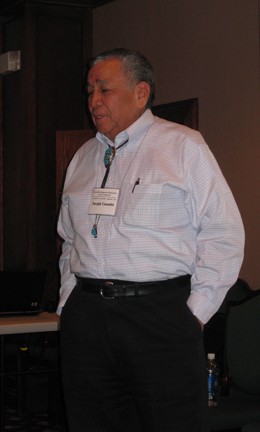
前「NCAI」副議長のJ・T・グーンビ（カイオワ族）

結成直後から、「NCAI」は合衆国議会に各部族の部族会議から代表団を送り込み、第二次世界大戦でのインディアンの貢献を背景に発言力を高め、激しいロビー活動を始めた。彼らは合衆国議会で「少しでもインディアンに不利な法案が上程されると、大声で吠えまくる赤い番犬」と呼ばれる圧力団体となった。
1949年、「NCAI」は連邦政府に対し、インディアンの雇用不均等について提訴した。1950年には、アラスカのインディアン、エスキモー部族の保留地解消法案を撤廃させた。1954年7月8日、「インディアン部族の民事・刑事管轄権を州政府に移す」という州の法案に反対し勝訴した。1952年6月19日、「NCAI」はユタ州で、インディアンの自助のための行動計画を企画し、12の集団からなる50人の代理人を立てた。
トーマス・ジェファーソンが構想し、アンドリュー・ジャクソンによって推進されたインディアンの保留地政策は、いずれ全国土を合衆国のものとするまで、すべてのインディアン部族のための領土を「保留地」として「取っておき（Reserve）」、「連邦管理官を置いて合衆国の管理下に置く」というものだった。インディアンの社会は合議制に基づいており、「権力者」としての首長は存在しない。しかし、合衆国は同化政策を進めるうえで、1934年に「インディアン再編成法」を施行し、保留地に「部族政府」として「部族会議」の設置を義務付け、合衆国に都合のよい人物を「部族会議議長」として据えた。
白人のいいなりとなって「議長」が部族民にあれこれと指図する首長制は、すべてを共有する文化を持つインディアンたちにとっては馴染まないものだった。「インディアン再編成法」以後、全米の保留地は「部族会議派」と、これに反発して昔ながらの共同体を保つ「伝統派」に二分された。このため、合衆国は「インディアン管理局」（BIA）を通じて、より彼らの支配に通じやすい人物を議長に据え、「部族会議」は「合衆国の傀儡」と揶揄されることとなった。
「NCAI」は、こういった「部族会議」の中から選ばれた代表が合衆国の枠組みの中で議会でロビー活動を行う団体だった。彼らは合衆国の公の場で直接的な抗議行動をとることは好まなかった。実際に、彼らは1960年代に「インディアンはデモはしない」（「INDIANS DON’T DEMONSTRATE」）というスローガンを掲げてさえいる。彼らの政治姿勢は常に「保守派」のスタンスだった。
こうした「NCAI」の手法は結局、保留地から都市部のスラムに追いやられ、絶えず白人からの暴力や人種差別を受け続けていた若い世代の共感を得られなかった。「NCAI」の、あくまで合衆国の下での権利要求は若い世代には生ぬるいものにしか見えなかった。いくら議会でインディアンの権利を叫んでも、白人社会は見向きもせず、マスコミも採り上げることはなく、インディアンの絶滅法案は次々に合衆国議会に提出され続けていた。連邦のインディアン予算は機能せずに無駄に消費され、インディアン部族の貧困と窮乏は一向に解決しなかった。こうした状況を反映し、1964年にはNCAIの会員部族は19にまで減るという結果となった。
このなか、1960年代の黒人の公民権運動、「ブラック･パワー」に刺激されて結成された、「全米インディアン若者会議」（NIYC）は、「NCAI」の全国会議の開催中にこれに不満を抱いた若者たちの中から生まれた組織だった。さらにこれに続いた若いインディアン男女の権利組織「アメリカインディアン運動」（AIM）も、「NIYC」と同じく、デモや占拠など「NCAI」が採用しなかった「過激な」直接抗議行動を採った。
ことに「AIM」は、「NCAI」の主体である「部族会議派」ではなく、「伝統派」と共闘して「インディアンの民族回帰」を掲げ、「白人の土俵で行儀良くする」ことに反発した。そして「AIM」の派手な抗議行為はマスコミの関心を捉えることとなり、たちまち全米のインディアン部族にその規模を拡大し、いくつかの関連団体を生みながら、「NCAI」と相反する手法によってインディアン権利運動の主流となっていったのである。「NCAI」の若い世代の運動家には、ヴァイン・デロリア・ジュニア（スー族）やリチャード・オークス（モホーク族）がいた。彼らは「AIM」と共闘し、抗議運動を共にしている。

## 現在の目標
現在、「NCAI」は560のインディアン部族がアメリカ連邦政府の認定下にあるとし、保留地の生活条件改善を戦いの目標としている、公式サイトが掲げる彼らが提起する現在の問題点と論題は以下の通りである。
1. インディアン家庭のための、特に若者と老人を対象としたプログラムとサービスの保護
2. 初等、中等及び成年教育を含むインディアンのための教育の振興と支援
3. 少年の薬物乱用、エイズの予防、その他の主要な疾病の予防を含むインディアンの健康管理の強化
4. 環境保護と天然資源の管理の援助
5. インディアンの文化財と宗教の自由の権利の保護
6. インディアンの国の経済発展と民間資本の誘致のためのインセンティブの提供と、これを確保するプログラムを含め、保留地内外でのインディアンの経済的機会の権利の推進
7. すべてのインディアン民族の権利の保護、安全な低価格住宅の供給

## 公式サイト
- National Congress of American Indians